# Sydoniusz Apolinary
Sydoniusz Apolinary, według niektórych polskich źródeł hagiograficznych Apolinary Sydoniusz, łac. Gaius Sollius Modestus Sidonius Apollinaris (ur. ok. 430 w Lugdunum, zm. ok. 489) – rzymski poeta, dyplomata i biskup Clermont w dzis. regionie Owernia, ojciec Kościoła, uznawany za najważniejszego twórcę tego okresu zamieszkującego ówczesną Galię, święty katolicki.

## Żywot świętego
Apolinary Sydoniusz urodził się w arystokratycznej rodzinie galorzymskiej. Otrzymał staranne wykształcenie, zwłaszcza z zakresu literatury i poezji. Dzieciństwo spędził w Lugdunum, a następnie mieszkał w Arelate. Około 452 ożenił się z Papianillą, córką konsula Awitusa, który został później cesarzem. Sydoniusz rozwijał swoją karierę w administracji publicznej pod rządami trzech władców: Awitusa, Majoriana i Antemiusza. Gdy w 457 Awitus został obalony przez swojego zaciętego przeciwnika Majoriana, Sydoniusz znalazł się w trudnej sytuacji. Jednak nowy cesarz odnosił się z szacunkiem do twórcy, którego wiedza była powszechnie znana. Sydoniusz napisał na jego cześć panegiryk, co dało mu jeszcze większe uznanie w oczach cesarza. W 469 Antemiusz, w zamian za panegiryk na swoją cześć, nadał mu tytuł prefekta, a później patrycjusza i senatora.
Około 470 powrócił do Owernii.  W tym czasie otrzymał sakrę biskupią w Clermont (wówczas Augustonemetum). Tytuł ten zawdzięczał jednak bardziej swoim wpływom politycznym niż wiedzy teologicznej. Sydoniusz Apolinary bardziej niż krzewieniem wiary zainteresowany był bowiem utrzymaniem tego obszaru w rękach Rzymu. Sformułował również teorię wskazującą na szlacheckość z urodzenia jako ważny czynnik wyboru na biskupa. W 474 miasto zostało zdobyte przez Gotów, a Sydoniusz, który od 472 czynnie uczestniczył w obronie, został uwięziony w twierdzy Liwia. Około 476-477 król Gotów Euryk przywrócił go na tron biskupi, który zajmował aż do swojej śmierci.

## Dzieła

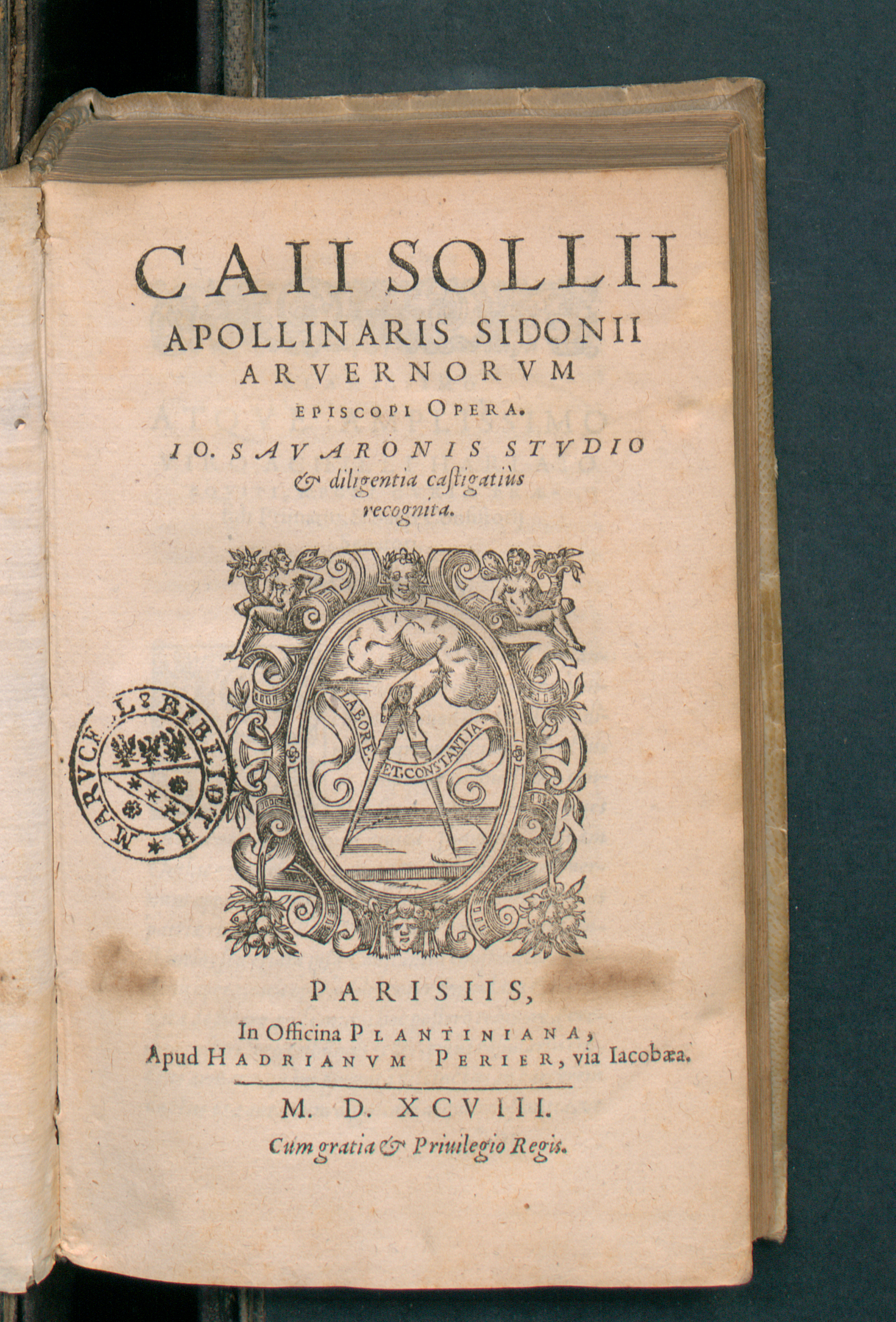
Opera, 1598

Do najważniejszych dzieł Sydoniusza Apolinarego należy zbiór 24 wierszy Carmina, które pisał na cześć cesarzy rzymskich oraz innych ważnych postaci rzymskiej sceny politycznej. Utwory te przynoszą wiele ważnych informacji na temat wydarzeń politycznych tego okresu. Innym świadectwem tej epoki jest zbiór 146 listów (epistulae), które dają obraz życia ówczesnych warstw uprzywilejowanych Imperium.
- Carmina (469), zbiór 24 wierszy
- Listy
  - księga I (469)
  - księgi II-IV (477)
  - księgi V-VIII (479)
  - księgi IX (482)

## Kult
Wspomnienie liturgiczne w Kościele katolickim obchodzone jest 21 sierpnia.